# Remiza strażacka w Bytomiu
Remiza strażacka w Bytomiu – murowana remiza strażacka z 1911 roku, w Bytomiu-Łagiewnikach, wpisana do rejestru zabytków nieruchomych województwa śląskiego.
Budynek został wybudowany w 1911 roku z czerwonej cegły  w stylu historyzmu . Został wyposażony w sześciokondygnacyjną drewnianą wieżę obserwacyjno-ćwiczebną, zbudowaną na planie kwadratu, nakrytą dachem namiotowym .
17 lipca 1912 roku w budynku remizy otwarto publiczną łaźnię .

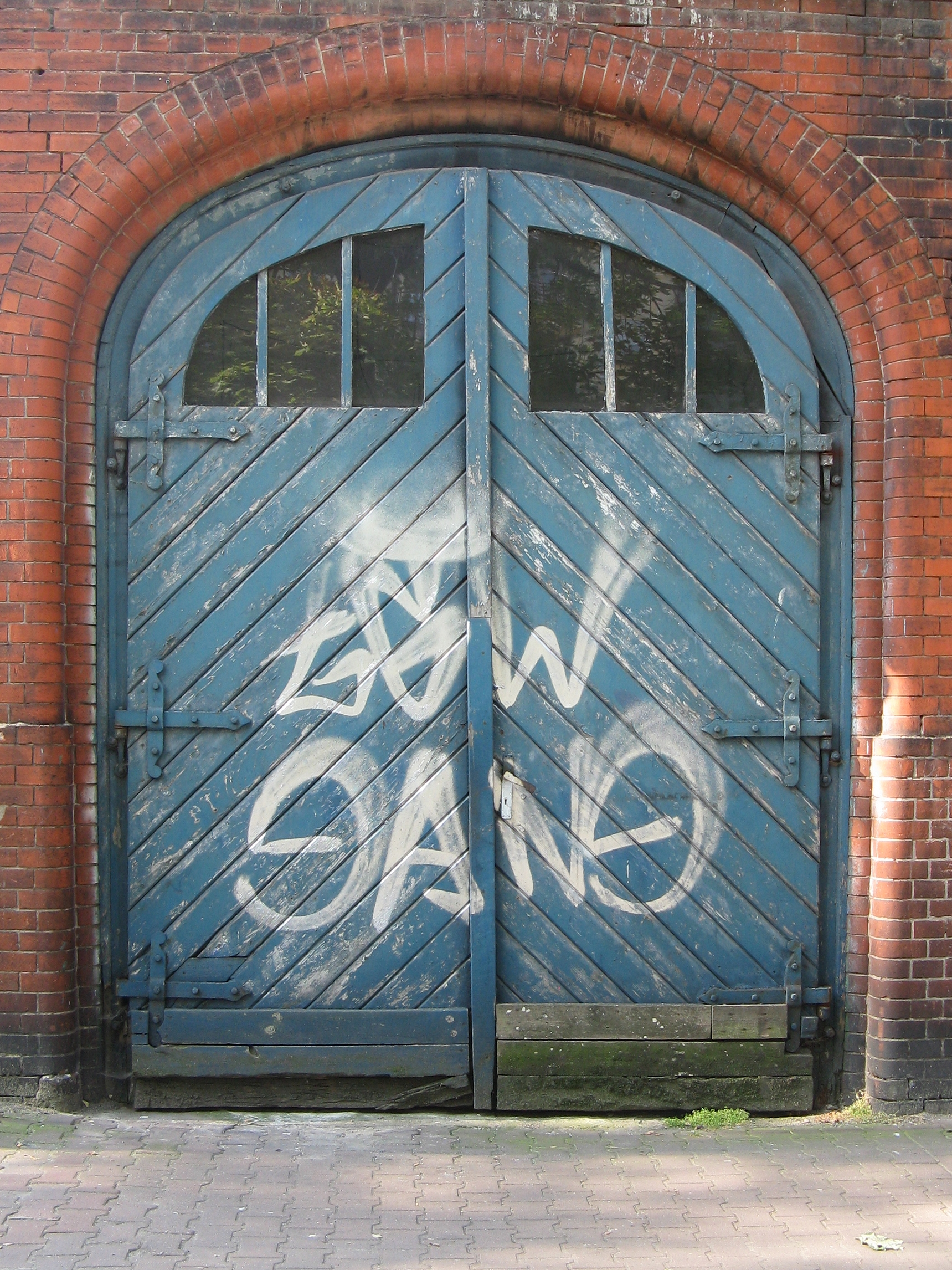
Jedna z bram remizy (2018)

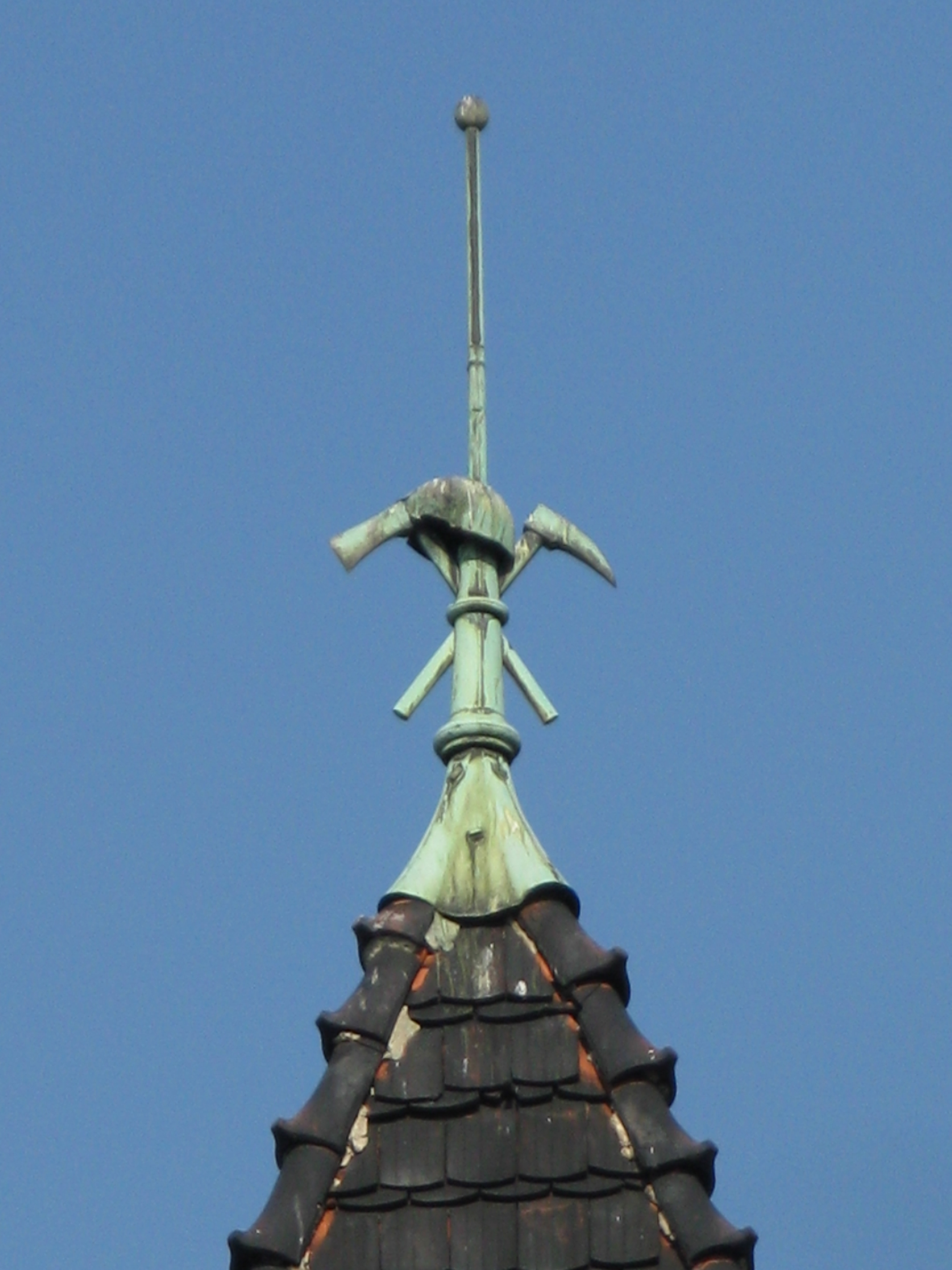
Iglica na wieży remizy z symbolem straży pożarnej (2018)

Właścicielem budynku jest podmiot prywatny, do którego należy pobliski serwis samochodowy Fiata . W pobliżu remizy znajduje się zbliżony stylistycznie budynek dawnego ratusza gminy Łagiewniki z 1910 roku, którego elewacja również jest wykonana z czerwonej cegły .
30 czerwca 1992 roku budynek został wpisany do rejestru zabytków nieruchomych województwa śląskiego.